# Mer de Glace
Het Mer de Glace, Frans voor de Zee van ijs, is een gletsjer aan de noordzijde van de Mont Blanc. De gletsjer met een totale lengte van 12 km is onder de firnlijn 7 km lang en tot 420 m diep en beweegt over de gehele gletsjer gemeten gemiddeld 95 m per jaar. De gletsjer is gelegen in een gebied van 32 km². Het is de nationale gletsjer van Frankrijk, na de Aletschgletscher in Zwitserland de langste gletsjer in de Alpen. Het Mer de Glace ligt in de gemeente Chamonix-Mont-Blanc.
Het Mer de Glace is samengesteld uit drie gletsjers, die ieder een eigen firnveld bezitten: Taléfre, Lexchaux en Géant. Het firnveld van de Géant heeft een steile hellingshoek van 12 graden. Daaronder begint een deel met blank ijs, waarin vanwege de helling veel grote gletsjerspleten zitten, de Cascade du Talèfre. De gletsjer wordt weer lager vlakker. Er zijn daar verschillend gekleurde banden in het ijs te herkennen, ogiven genoemd. Ze zijn in 1859 door James Forbes ontdekt en ontstaan iedere zomer en winter in de ijscascade. Cascade is het Frans voor waterval.
Het Mer de Glace trekt jaarlijks veel bezoekers en is met een tandradbaan te bereiken, de Chemin de fer du Montenvers. Aan het uiteinde van de gletsjer hakt men jaarlijks een nieuwe ijsgrot uit, waarin bezoekers worden ontvangen. Om verder smelten van de gletsjer te voorkomen is het stuk rond de ingang afgedekt met zeildoek. Wandelaars en alpinisten lopen in de zomer lopen vanaf het platform van de kabelbaan van de Aiguille du Midi over de gletsjer, en in de winter komen er skiërs over de gletsjer naar beneden. Als de sneeuwcondities het toelaten, kan men verder skiën tot in Chamonix-Mont-Blanc.
De gletsjer wordt net zoals alle andere gletsjers overal steeds korter, de terugtrekking van gletsjers is sinds 1850 een algemeen verschijnsel.

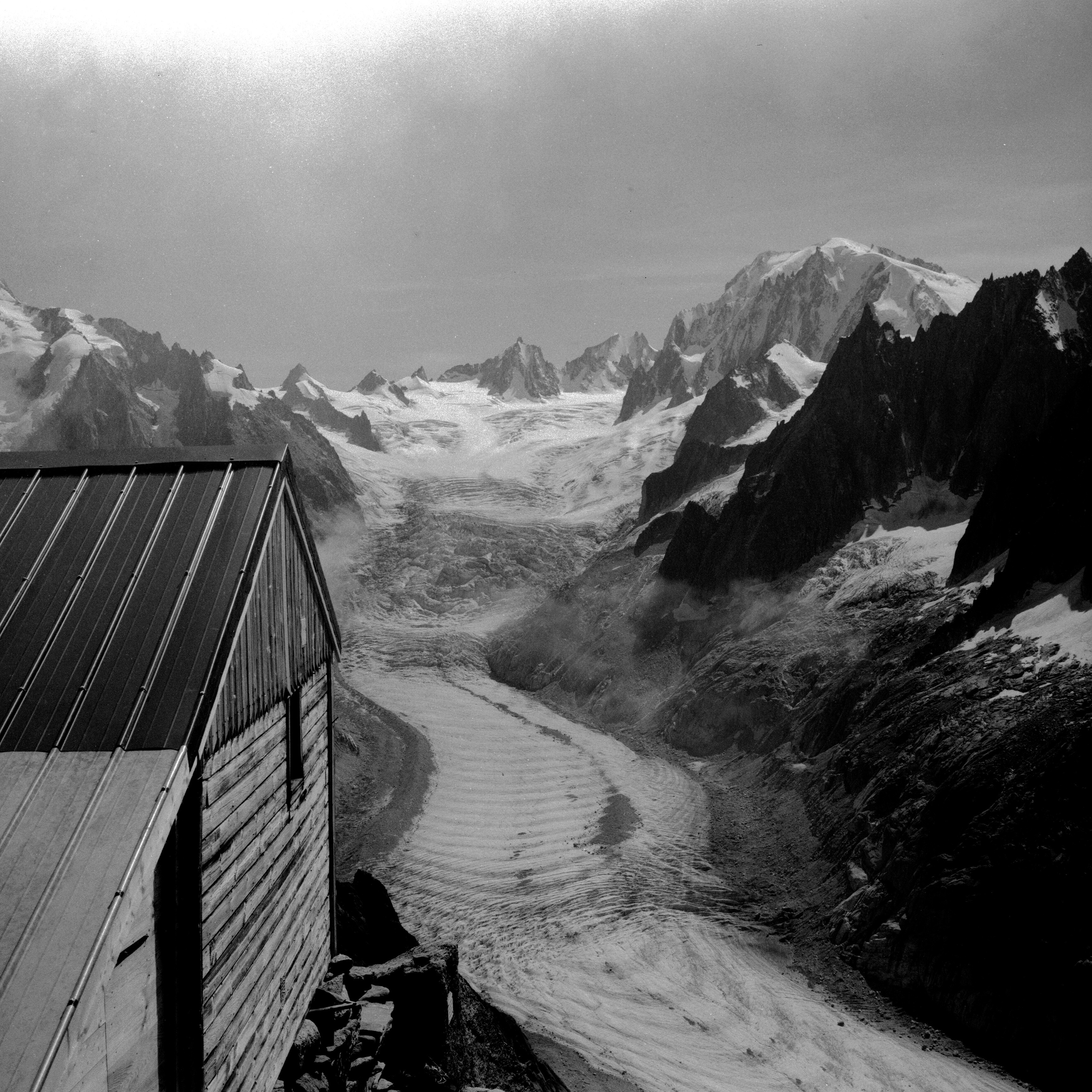
bovenaan het firnveld Géant, in het midden de Cascade du Talèfre
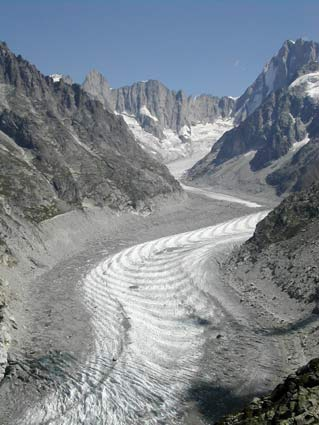
met de ogiven aan het oppervlak